# Ostrężnik (skała)
Ostrężnik – skała we wsi Siedlec, w województwie śląskim, w powiecie częstochowskim, w gminie Janów. Na mapie Geoportalu ma nazwę Zamczysko. Znajduje się na porośniętym lasem wzniesieniu, w odległości około 170 m na południe od drogi wojewódzkiej nr 793 łączącej Janów i Żarki. Pod względem geograficznym jest to obszar Wyżyny Częstochowskiej z licznymi wapiennymi ostańcam.
Skała przypomina bryłę sera szwajcarskiego, posiada bowiem liczne komory powstałe w wyniku zjawisk krasowych. Połączone są z sobą wąskimi korytarzami i tworzą Jaskinię Ostrężnicką. Na szczycie skały znajdują się ruiny Zamku Ostrężnik.
Skała Ostrężnik jest obiektem wspinaczki skalnej. Ma wysokość 11 – 18 m, połogie, pionowe lub przewieszone ściany z kominami, rysami, filarami i zacięciami. Wspinacze skalni poprowadzili na nich 29 dróg wspinaczkowych o trudności V – VI.5+ w skali Kurtyki i wystawie zachodniej, północno-zachodniej i północnej. Prawie wszystkie mają asekurację (ringi i stanowiska zjazdowe). Ze względu jednak na położenie w rezerwacie przyrody wspinaczka na tej skale została zabroniona.
Skała znajduje się w obrębie rezerwatu przyrody Ostrężnik. W jej masywie jest wiele jaskiń: Jaskinia Ostrężnicka, Schronisko Mniejsze w Ostrężniku, Schronisko naprzeciw Jaskini Ostrężnickiej, Schronisko naprzeciw Jaskini Ostrężnickiej Drugie, Schronisko Większe w Ostrężniku, Schronisko za Fosą, Szczelina w Ostrężniku Pierwsza, Szczelina w Ostrężniku Druga.

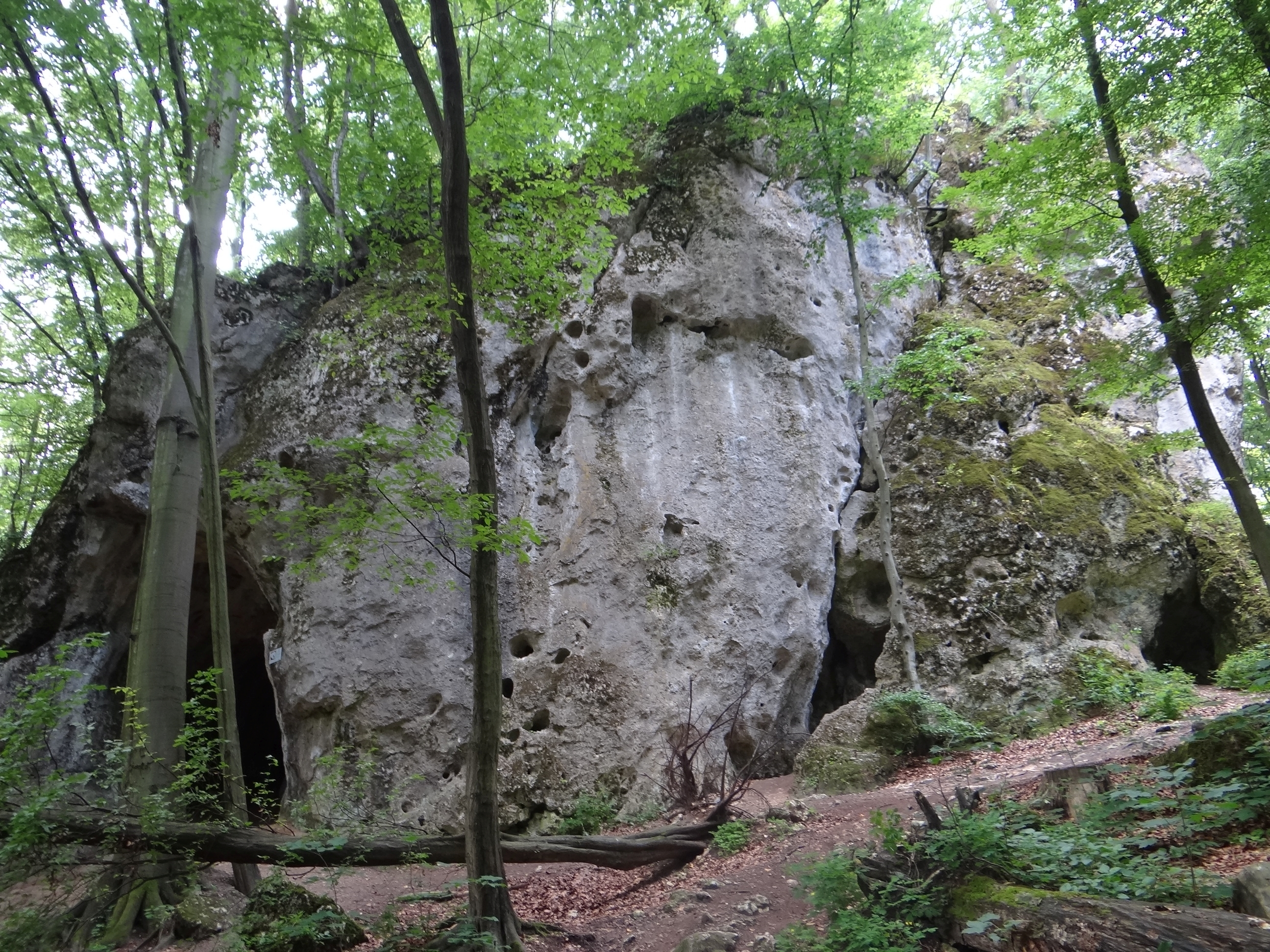
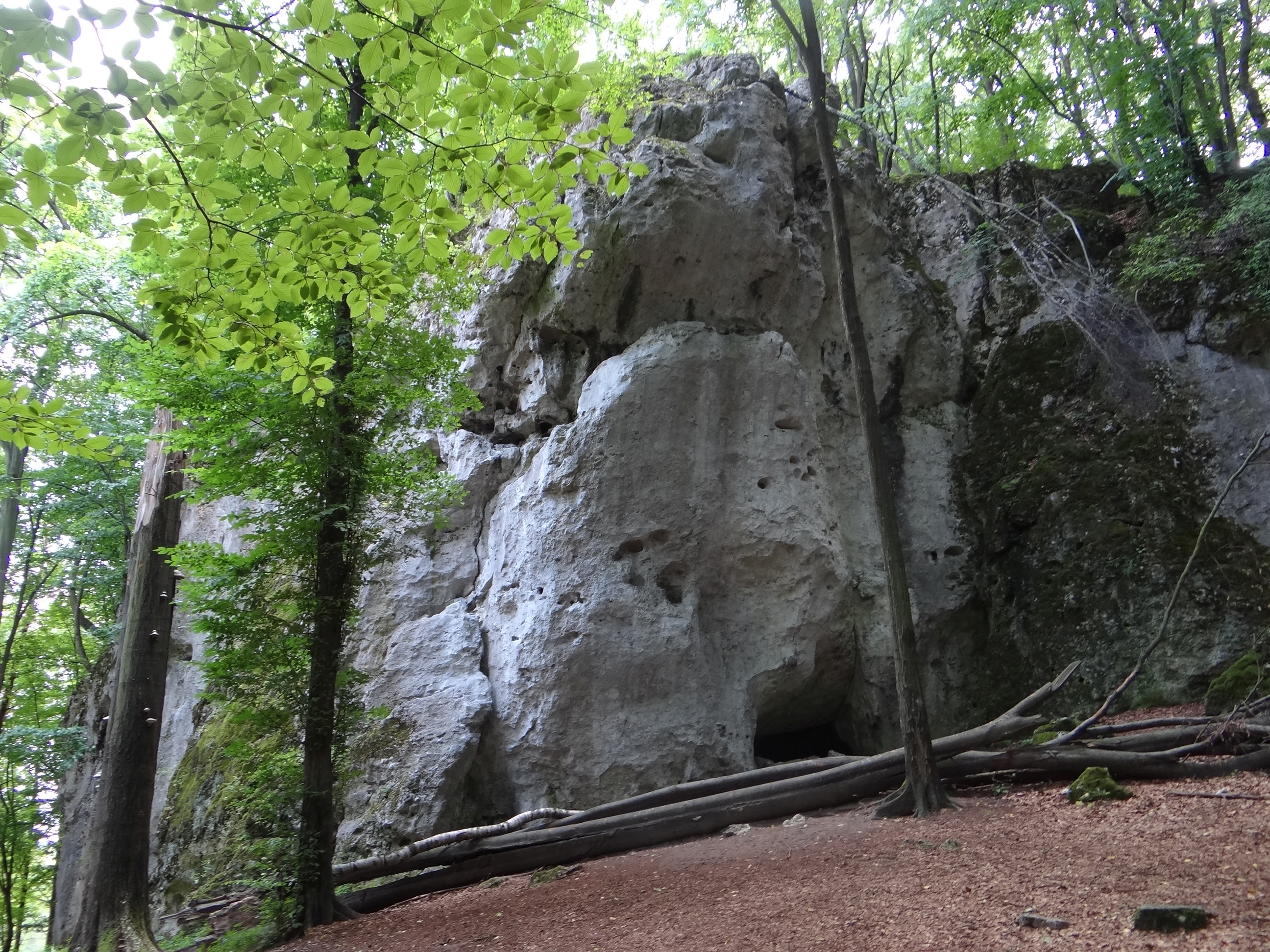
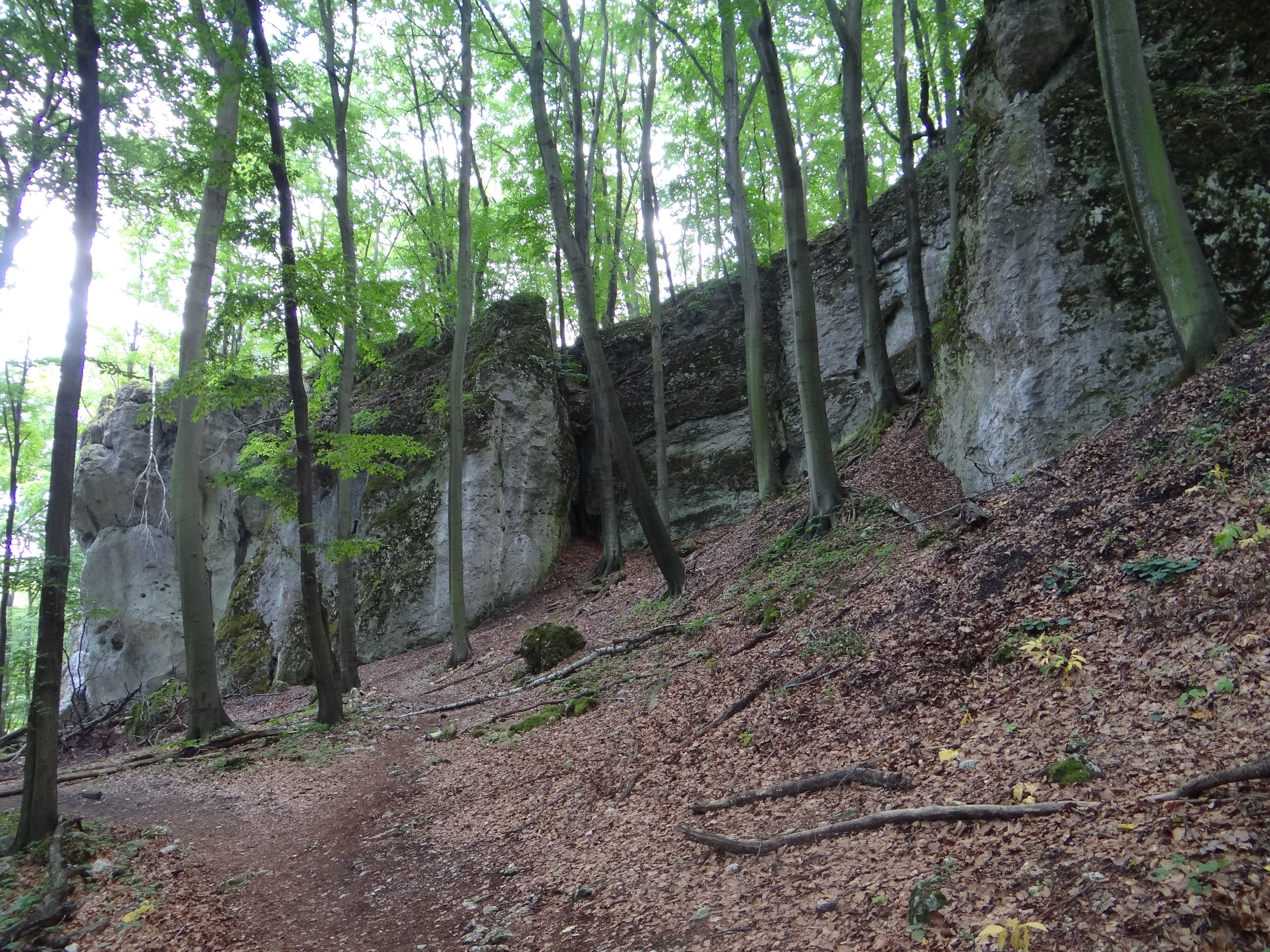
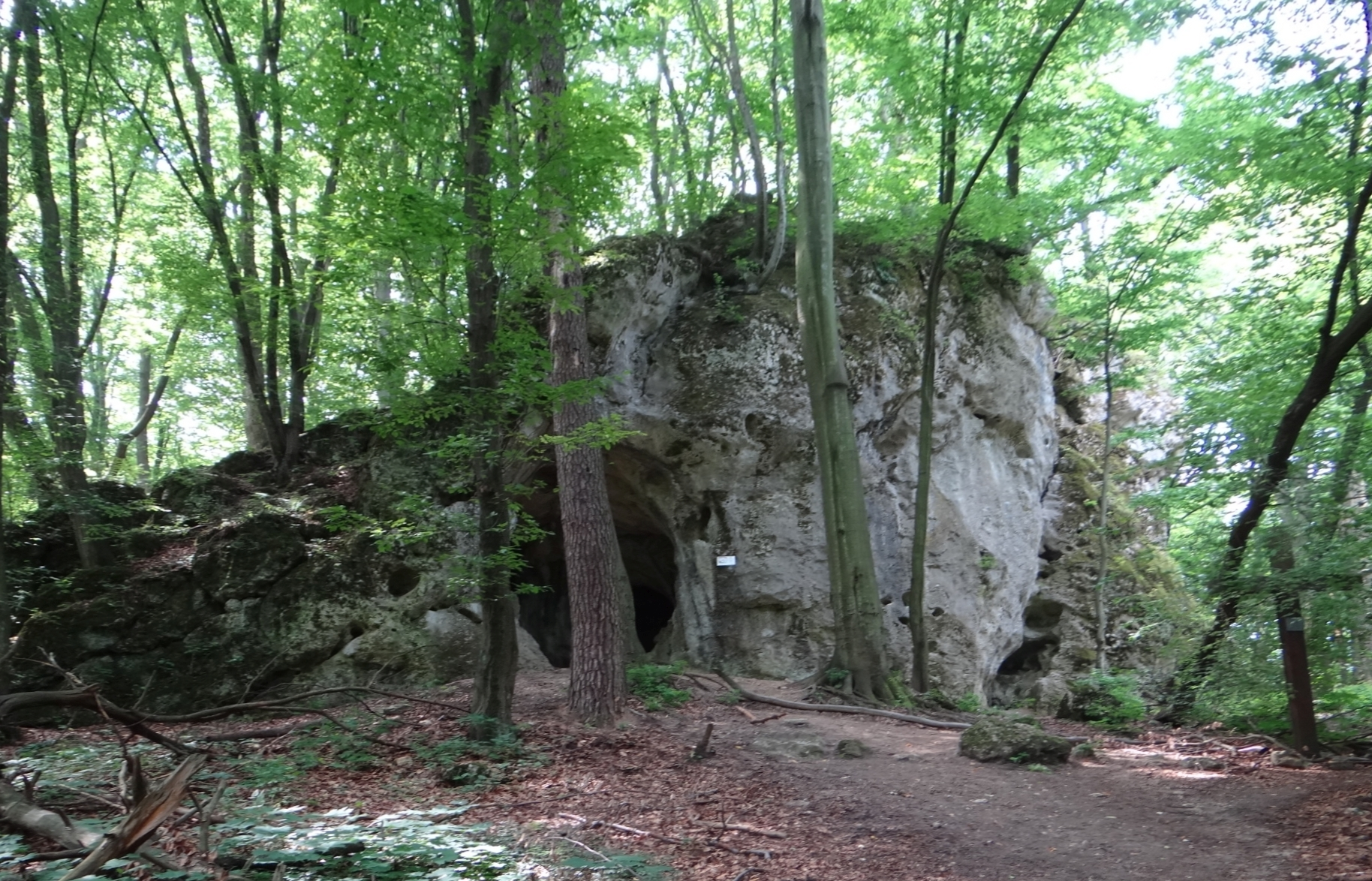